# Max Brandt (Fußballspieler)
Max Julian Brandt (* 2. Juni 2001 in Braunschweig) ist ein deutscher Fußballspieler. Seit Sommer 2023 steht er beim SSV Ulm 1846 unter Vertrag, mit dem er in die 2. Bundesliga aufstieg.

## Sportlicher Werdegang

### Vereinskarriere
Nach seinen Anfängen in der Jugend des TSV Geitelde und des VfL Wolfsburg, für den er 25 Spiele in der B-Junioren-Bundesliga und 16 Spiele in der A-Junioren-Bundesliga absolvierte, bei denen ihm insgesamt drei Tore gelangen, wechselte er im Sommer 2019 in die Jugendabteilung des FC St. Pauli. Nach 14 Spielen in der A-Junioren-Bundesliga, bei denen ihm ein Tor gelang, wurde Brandt im Sommer 2020 in den Kader der zweiten Mannschaft in der Regionalliga Nord aufgenommen. Im Sommer 2022 wechselte er ligaintern zum FC Teutonia 05 Ottensen. Mit seinem Verein gewann er am Ende der Spielzeit den Hamburger Pokal.
Nach einer Spielzeit und sechs Toren in 35 Ligaspielen wechselte er im Sommer 2023 in die 3. Liga zum SSV Ulm 1846. Dort kam er auch zu seinem ersten Einsatz im Profibereich, als er am 6. August 2023, dem 1. Spieltag, beim 1:1-Heimunentschieden gegen den 1. FC Saarbrücken in der 79. Spielminute für Andreas Ludwig eingewechselt wurde. Anschließend etablierte er sich unter den Stammkräften bei den „Spatzen“, die insbesondere nach einer Serie von 18 Spielen ohne Niederlage zum Saisonende die Konkurrenz überflügelten und Drittligameister wurden. Dabei hatte er beim 1:0-Erfolg gegen den TSV 1860 München am 9. Spieltag sein erstes Profitor erzielt, in 37 Meisterschaftsspielen bis zum Saisonende war er mit insgesamt drei Toren und vier Torvorlagen am Durchmarsch in die 2. Bundesliga beteiligt. Dort war er zu Beginn weiterhin regelmäßig im Einsatz, ehe er nach einer Roten Karte am 8. Spieltag bei der 0:2-Auswärtsniederlage beim 1. FC Köln gesperrt aussetzen musste. Anschließend kehrte er in die Startelf zurück und rutschte nur nach einer Gelbsperre zum Ende der Hinrunde aus der Stammformation, eroberte sich aber schnell den Platz im zentralen Mittelfeld zurück. Ende April 2025 verkündete der im Abstiegskampf befindliche Klub, dass sich aufgrund einer Option Brandts Vertrag unabhängig von der zukünftigen Ligazugehörigkeit bis 2026 verlängert habe.

### Auswahlspieler
Brandt debütierte im September 2016 unter Michael Prus in der deutschen U16-Auswahl, für die er bis zum folgenden Sommer in sechs Spielen auflief und dabei ein Tor erzielte. Unter Prus rückte er anschließend auch in die U17-Nationalmannschaft des DFB auf, die parallel zur von Christian Wück bei der U-17-Weltmeisterschaft 2017 betreuten Mannschaft als folgender Jahrgang aufgebaut wurde. Mit der Mannschaft qualifizierte er sich als Stammspieler für die U-17-Europameisterschaft 2018, scheiterte dort jedoch am Ende der Gruppenphase nach nur einem Gruppensieg als Tabellendritter.

## Erfolge
- Drittliga-Meisterschaft: 2023/24
- Hamburger-Pokal-Sieger: 2023